# Tipeee
Tipeee est une plateforme française de financement participatif en ligne construite sur le principe du pourboire (tip en anglais), fondée par Michael Goldman et lancée en décembre 2013. Elle permet à ses utilisateurs de rémunérer les « créateurs » inscrits sur le site via des dons.

## Fonctionnement

### Historique
La plateforme, filiale de My Major Company, est fondée par Michael Goldman le 12 décembre 2013,,. Elle acquiert assez rapidement une importante popularité auprès des vidéastes web francophones, en particulier auprès des vulgarisateurs et des créateurs de contenu pédagogique. Pour certains d'entre eux, le site devient progressivement une source majeure de revenus mensuels,. En juillet 2014, plus de 60 000 € de dons avaient été récoltés sur Tipeee par un total de 200 créateurs et le montant moyen d'un « tip » sur le site s'élevait à 8 €.
En novembre 2015, Tipeee lève 160 000 € auprès de Xavier Niel et Laurent Ruquier. La start-up était valorisée à 1,6 million d'euros quelques semaines plus tard, alors que son chiffre d'affaires pour l'ensemble de l'année 2015 s'élève à 50 000 €.
En janvier 2019, 7,3 millions d'euros avaient été collectés sur Tipeee depuis sa création. La plateforme employait 10 personnes, et 29 000 créateurs de contenu étaient inscrits sur le site.
L'entreprise dégage une marge brute de près de 450 000 € pour l'ensemble de l'année 2020, et un chiffre d'affaires de 1 500 000 € pour cette même année. Fin septembre 2021, elle hébergeait 15 000 projets actifs.
Tipeee réalise une nouvelle augmentation de capital pour un montant de 130 000 €, cette fois auprès de Xavier Niel et d'Octave Klaba, en novembre 2021.

### Principe
Le principe de Tipeee est semblable à celui de la plateforme américaine Patreon. Il permet à ses utilisateurs de soutenir financièrement les « créateurs » présents sur le site — c'est-à-dire des internautes créant du contenu, généralement gratuitement sur Internet — via des dons ponctuels ou mensuels. Ceux-ci peuvent fixer différents paliers de soutien sur leur page, ainsi que des contreparties récompensant les internautes qui y souscrivent,.
Tipeee prélève en outre une commission de 8 % sur les revenus de chaque créateur,,,.

## Controverses

### Critiques
Numerama publie en juin 2018 une enquête à propos de la plateforme. L'article aborde le refus de Tipeee d'exclure de son site des auteurs et des vidéastes d'extrême droite, comme Le Raptor — alors mis en cause pour incitation au harcèlement — ou Yann Merkado, rédacteur pour le site nationaliste blanc et ouvertement raciste Suavelos,,. L'enquête évoque également l'hébergement, par Tipeee, du financement de contenus conspirationnistes ou volontairement trompeurs, qui apparaissent pourtant dans les premiers résultats de la catégorie « journalisme » du site. Enfin, Numerama dénonce la politique fiscale de la plateforme, que le média juge obscure sur la façon dont elle gère la taxe sur la valeur ajoutée pour les créateurs présents sur le site,.

### Polémiques
Fin 2020, Tipeee héberge le financement du film documentaire conspirationniste Hold-up, qui récolte plus de 160 000 € sur le site — un record pour la plateforme,. Elle héberge également le financement de Dis sept, principal site QAnon en France,, ou celui de Salim Laïbi, autre complotiste français,. 
En septembre 2021 paraît sur France 2 une émission de Complément d'enquête qui porte sur la désinformation, et où Michael Goldman est interviewé au sujet des contenus conspirationnistes sur sa plateforme. Il y affirme entre autres au cours du documentaire « […] assume[r] tout ce qu'il y a sur [l]e site, du plus antisémite au moins antisémite, et du plus complotiste au moins complotiste […] »,. Cette déclaration fait polémique, et, pour manifester leur opposition, plusieurs créateurs de contenu quittent Tipeee dans les jours qui suivent,,. D'autres, sans clore leur compte, exhortent leur communauté à les soutenir via des sites concurrents — tels que Patreon ou uTip, — ce qui finit par valoir à certains d'entre eux une exclusion de la plateforme,,.
Michael Goldman prend à nouveau la parole sur le sujet peu après et précise sa position, en déclarant notamment que « ce serait une faute morale de supprimer des projets qui ne [leur] plaisent pas alors qu'ils ne sont pas condamnables juridiquement », que sa « phrase [a été] sortie de son contexte » et qu'ils n'excluent pas ces créateurs car l'entreprise défend la liberté d'expression,,. Il affirme également que la polémique pourrait engendrer pour Tipeee une baisse de 5 % de croissance du volume des dons pour l'année 2021.